# Retten i Hjørring
Retten i Hjørring er en byret i Vendsyssel med sæde i Hjørring. Retskredsen dækker kommunerne Brønderslev, Frederikshavn, Hjørring, Jammerbugt og Læsø. Hjørring Retskreds indgår i landsretskredsen for Vestre Landsret.

## Administrativ historik
Ved politi- og domstolsreformen i 2007 etablerede man Retten i Hjørring ved en samling af retskredsene Brønderslev, Hjørring, Frederikshavn, Sæby samt dele af det område, der tidligere hørte under Fjerritslev og Aalborg. Retten har siden 2008 haft hjemme i en gammel mælkefabrik i Hjørring.

## Retspræsidenter
- 2007– Niels Otto Jensen